# René Villemure (homme politique)
Pour l’article homonyme, voir René Villemure (hockey sur glace).
René Villemure, né à Trois-Rivières, est un éthicien, philosophe, conférencier international et homme politique canadien du Québec.
Il est député de Trois-Rivières à la Chambre des communes sous la bannière du Bloc québécois de 2021 à 2025.

## Biographie
Né à Trois-Rivières où il grandit, René Villemure fait ses études secondaires à l'école secondaire Chavigny et ses études collégiales au Cégep de Trois-Rivières.

### Études
Après l'obtention de sa maîtrise en philosophie de l'Université de Sherbrooke en 2000, René Villemure y poursuit pendant trois ans des études doctorales en philosophie.

### Carrière professionnelle
René Villemure est le premier éthicien au Canada hors des universités à se consacrer à la gestion éthique des entreprises publiques et privées. Il a d’ailleurs créé le champ de pratique de l’éthique appliquée aux organismes.
En 1998, René Villemure fonde l’Institut québécois d’éthique appliquée. Dès lors, il conseille de hauts dirigeants, autant dans le public que dans le privé, en matière d’éthique tout en réalisant plus d’une quarantaine de diagnostics éthiques et en rédigeant autant d’énoncés de mission et de guides de valeurs pour ses clients.
En 2003, René Villemure fonde l’entreprise Éthikos. À partir de 2004, il publie des bulletins réflexifs qui expliquent et illustrent l’éthique. Ils ont pour objectif de contextualiser l’éthique dans des situations de vie réelles,.
De 2009 à 2020, René Villemure enseigne la gouvernance éthique au Collège des administrateurs de sociétés de l'Université Laval.

### Carrière politique

#### Élections fédérales de 2021
Le 15 avril 2021, Villemure annonce sa candidature à l'investiture du Bloc québécois dans la circonscription de Trois-Rivières en vue des prochaines élections fédérales. Son annonce crée une controverse puisque lors de son allocution, Villemure affirme avoir l'appui unanime de l'exécutif de la circonscription, propos retransmis par la direction nationale du parti. Or, l'appui de l'exécutif local n'appuyait pas spécifiquement la candidature de Villemure mais celles de toutes les personnes intéressées dont celle annoncée de son adversaire Pierre Piché. Il obtient cependant l'appui de la député bloquiste sortante Louise Charbonneau et de l'ex-député bloquiste de la circonscription Yves Rocheleau.
Le 16 août 2021, au lendemain du déclenchement des élections fédérales par le premier ministre Justin Trudeau, Yves-François Blanchet, chef du Bloc québécois, annonce que c'est René Villemure qui sera candidat pour le parti dans Trois-Rivières, confirmant ainsi qu'il n'y aurait pas d'assemblée d’investiture dans la circonscription,. Une lutte à trois s'engage alors dans la circonscription puisque Villemure fait face à l'ancien maire de Trois-Rivières, Yves Lévesque, candidat du Parti conservateur à l'élection de 2019 qui tente de nouveau de se faire élire, et à Martin Francoeur, ancien éditorialiste du journal trifluvien Le Nouvelliste, candidat du Parti libéral.
Le 15 septembre, Villemure représente le Bloc québécois lors d’un débat national organisé par Radio-Canada sur les enjeux francophones. Il y plaide que le bilinguisme institutionnel est un recul.
Cette lutte serrée se poursuit jusqu'à l'élection du 20 septembre et au-delà, puisque le dépouillement des urnes, terminé le lendemain matin et donnant 33 voix d'avance à Villemure face au candidat conservateur Yves Lévesque, n'inclut pas les bulletins de votes envoyés par la poste, en raison de la pandémie de Covid-19,. Ce n'est que deux jours plus tard que le résultat final tombe donnant à Villemure 93 voix d'avance sur le conservateur Lévesque et 560 de plus que le libéral Francoeur,. Villemure devient ainsi le député de Trois-Rivières à la Chambre des communes. Le conservateur Lévesque demande un recomptage qui se déroule du 5 au 7 octobre au sous-sol de l’église St-Pie X sous la supervision du juge Jocelyn Geoffroy. Villemure conservera sa victoire, mais avec une avance de 83 votes.

#### 44elégislature
René Villemure est nommé porte-parole du Bloc québécois en matière d’Éthique, de la Protection des renseignements personnels et de l’Accès à l’information, de la Francophonie internationale ainsi que du comité spécial sur les relations entre le Canada et la République populaire de Chine. 

##### Comité à l’éthique
Il est membre du Comité à l’Éthique duquel il est élu à la vice-présidence.  En décembre 2021, René Villemure soulève de potentielles problématiques de protection de la vie privée alors que l’Agence de santé publique du Canada utilise des données cellulaires de localisations afin de lutter contre la pandémie. Après avoir obtenu un mandat unanime, le rapport du comité conclut à la nécessité de réviser le cadre législatif sur la protection de la vie privée.
En juillet 2022, Villemure obtient, avec l'appui des conservateurs et du Nouveau Parti démocratique, que le Comité à l'éthique étudie l'utilisation des logiciels espions par la Gendarmerie royale du Canada. La GRC confirme l'utilisation de logiciels espions sans avoir consulté le commissaire à la protection de la vie privée du Canada. Cependant, contrairement à ce qui était cru au départ, il ne s'agit pas du logiciel espion israélien Pegasus.

#### Protection de la langue française à Trois-Rivières
En août 2023, René Villemure porte plainte à l'Office québécois de la langue française au sujet de la prédominance de l'anglais au RibFest de Trois-Rivières. Le député rappelle que l'événement a le droit de s'intituler RibFest, mais le français doit être prédominant sur les affiches. René Villemure souhaite par ailleurs que le festival des côtes levées continue à avoir lieu à Trois-Rivières, car c'est un événement apprécié des citoyens, mais il souhaite que la loi soit respectée. C’est important. La langue française, c'est qui nous distingue, ce qui fait qu'on est attrayant d'ailleurs, dit-il.

#### Francophonie internationale
Il est élu à la vice-présidence de la section canadienne de l’Assemblée des parlementaires de la Francophonie. À titre de porte-parole, René Villemure dénonce le traitement discriminatoire fait par le gouvernement fédéral envers les étudiants étrangers francophones. Il indique que le taux de refus des visas étudiants est de 79 % à l’UQTR alors qu’il se situe à 9 % à l’Université McGill en 2021. L’UQTR est l’université la plus touchée par ce phénomène.
À la suite des sanctions économiques à l’endroit des entreprises et dirigeants russes imposées par le Canada en réaction à l'invasion de l'Ukraine par la Russie en 2022, René Villemure fait partie d’une soixantaine de Québécois bannis de la Russie.
En mai 2024, René Villemure enclenche une procédure de destitution du président de l'Assemblée parlementaire de la francophonie, Francis Drouin, en raison de propos vulgaires qu'il a prononcé lors d'un comité parlementaire. Francis Drouin a qualifié deux témoins venus parler du déclin de la langue française au Québec et au Canada d'être « plein de marde ». Dû à un afflux de députés libéraux coïncidant avec le vote de destitution de Francis Drouin, ce dernier conserve la présidence grâce à un vote majoritaire. À la suite de cela, René Villemure déclare que « ces gens-là ne seront pas là demain pour appuyer notre cause. C’est très malheureux. C’est un pied de nez aux francophones. Je trouve ça malheureux. On a vu la mobilisation. Comme je le dis depuis quelques jours, chez les libéraux, un chum est un chum. Malheureusement, on a vu encore une fois la démonstration ce soir. ».

#### Comité Canada-Chine
Le 23 septembre 2024, René Villemure est élu à la vice-présidence du comité spécial sur les relations entre le Canada et la République populaire de Chine. Le Comité a été créé par la Chambre pour tenir des audiences sur tous les aspects des relations entre le Canada et la République populaire de Chine, y compris, sans s’y limiter, les relations diplomatiques, consulaires, juridiques, économiques et de sécurité.

#### Laboratoire Winnipeg
Dès 2023, René Villemure est membre du comité parlementaire chargé de faire la lumière sur le cas du Laboratoire national de microbiologie de Winnipeg. Il a la tâche d'analyser de l'information confidentielle concernant un cas potentiel d'espionnage par le gouvernement chinois.

#### Lutte contre l'ingérence étrangère
En juin 2024, René Villemure présente une motion à la Chambre des communes afin que la portée de l'enquête publique sur l'ingérence étrangère soit élargie et qu'elle se penche sur les révélations voulant que « certains parlementaires » aient, « sciemment ou par ignorance volontaire », participé à des manœuvres perturbatrices d'États étrangers. La motion est adoptée à la quasi-unanimité.

#### Élections fédérales de 2025
Lors des élections fédérales de 2025, il est battu par la candidate libérale Caroline Desrochers par 8 226 voix. Son ancien adversaire conservateur Yves Lévesque termine troisième, 213 voix derrière lui.

## Distinctions
Villemure reçoit en 2019 un doctorat honoris causa de l'Université du Québec à Trois-Rivières pour sa contribution remarquable au progrès de la société en matière d'éthique.

## Publications
- René Villemure, L'éthique pour tous ...même vous!, Montréal, Les Éditions de l'Homme, septembre 2019, 216 p. (ISBN 978-2761953016)